# Yasuhikotakia

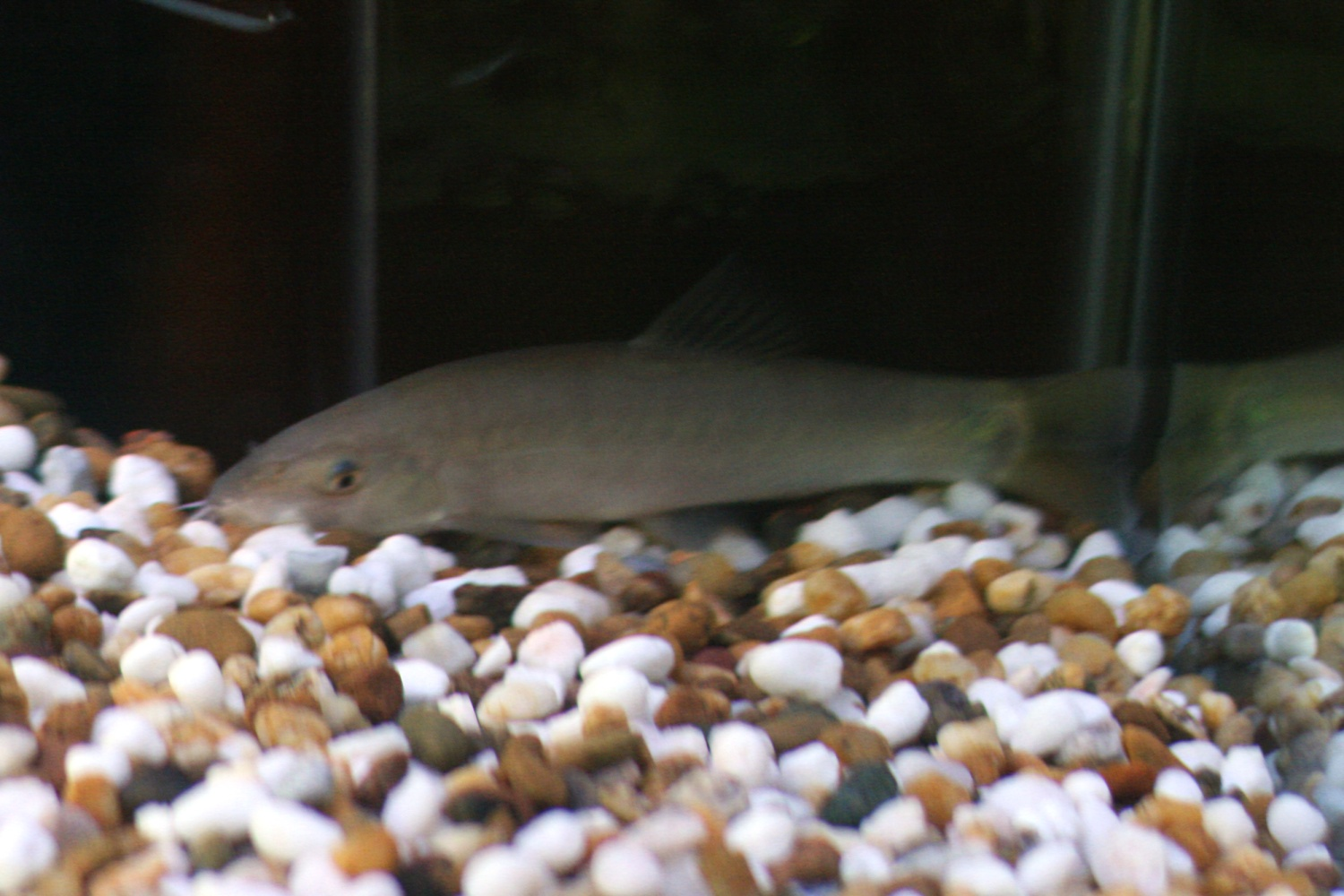
Yasuhikotakia eos

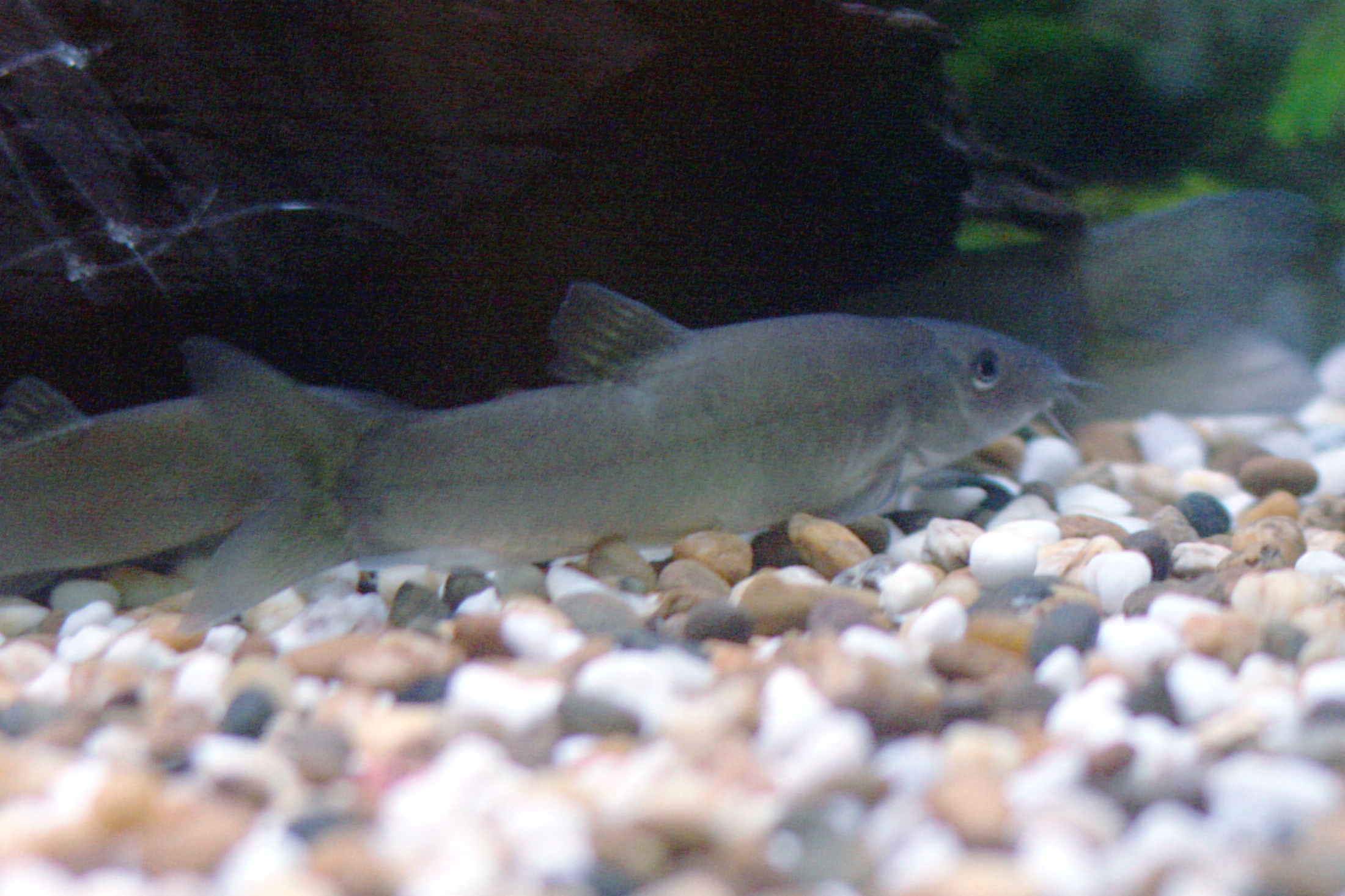
Yasuhikotakia lecontei

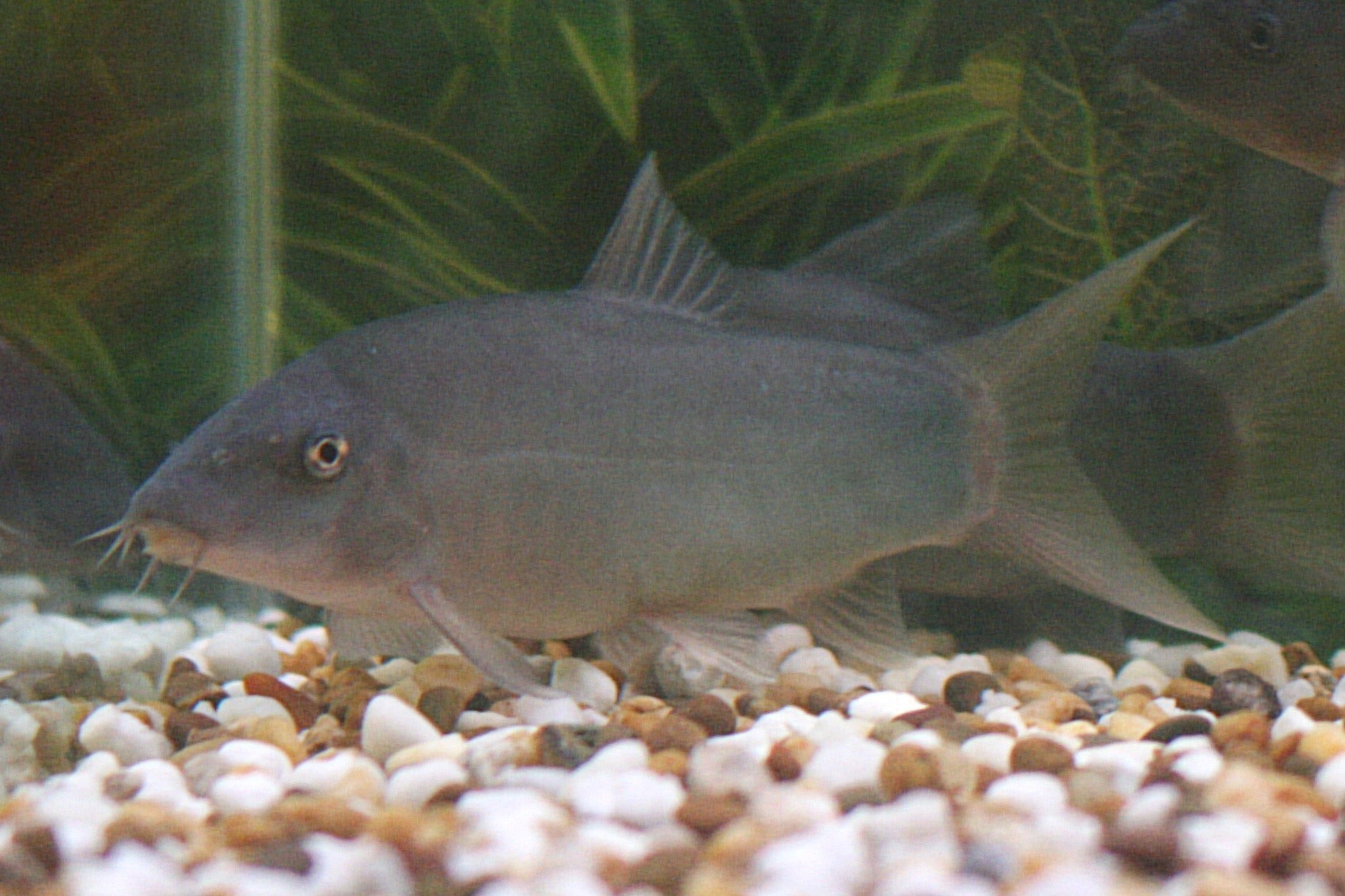
Yasuhikotakia modesta

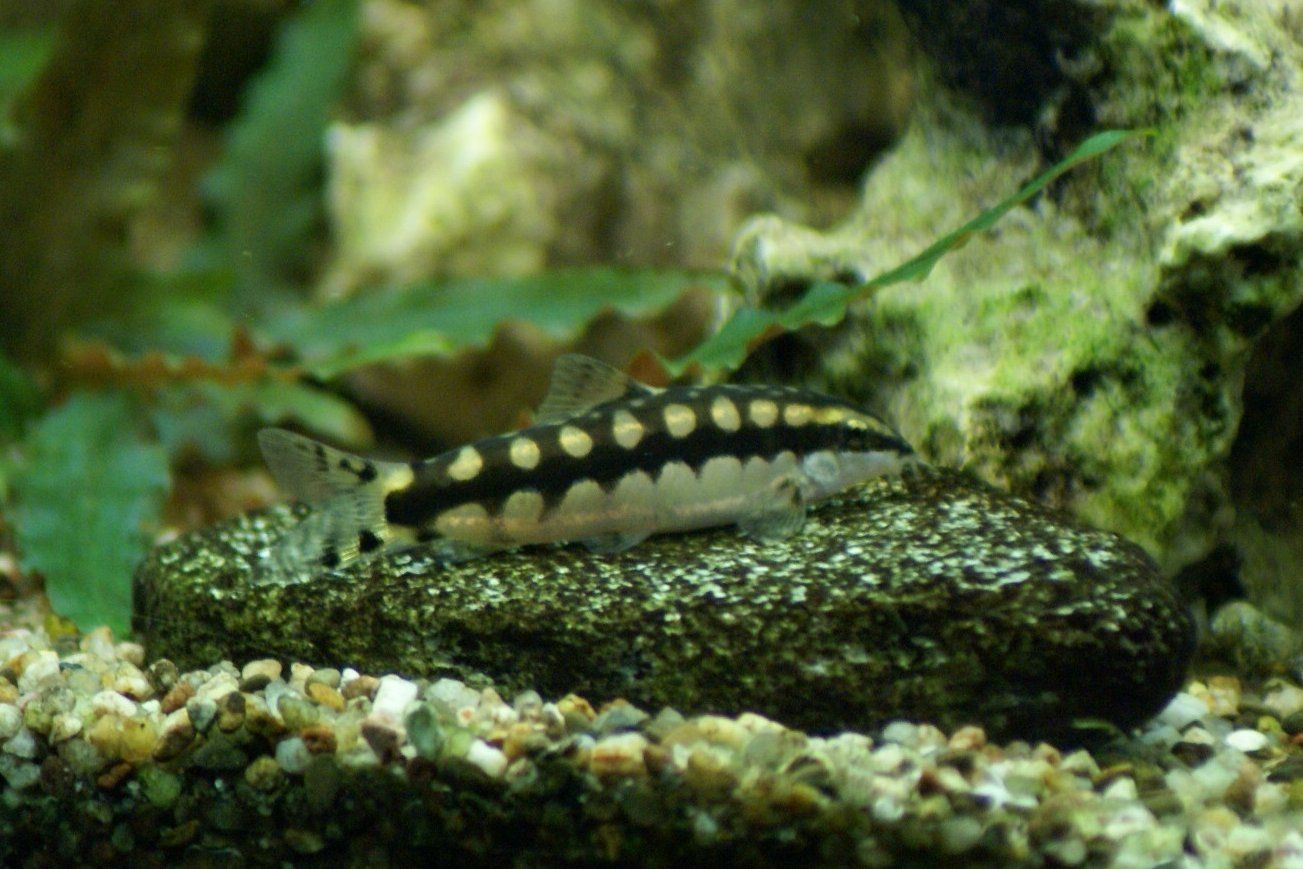
Yasuhikotakia sidthimunki

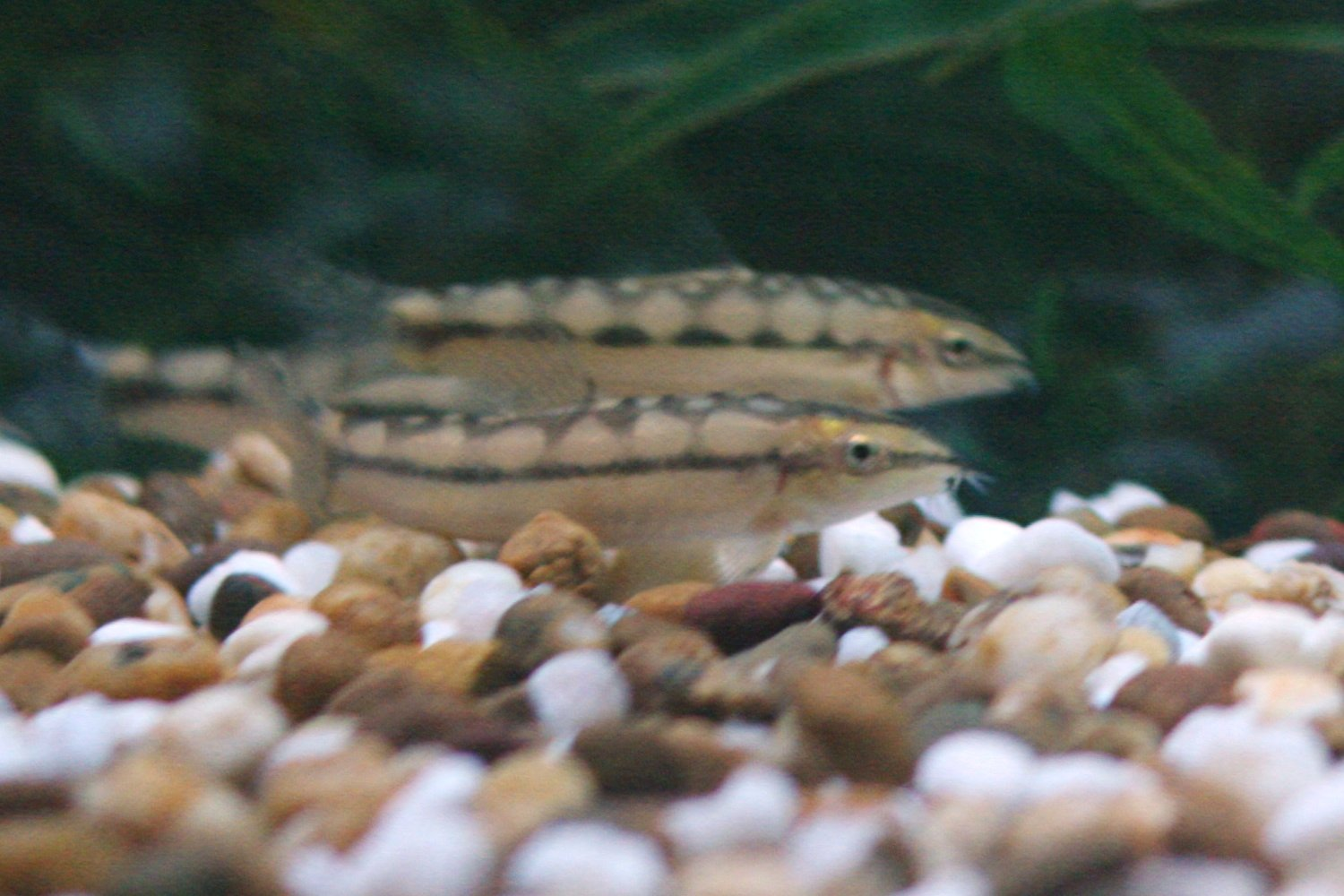
Yasuhikotakia sidthimunki

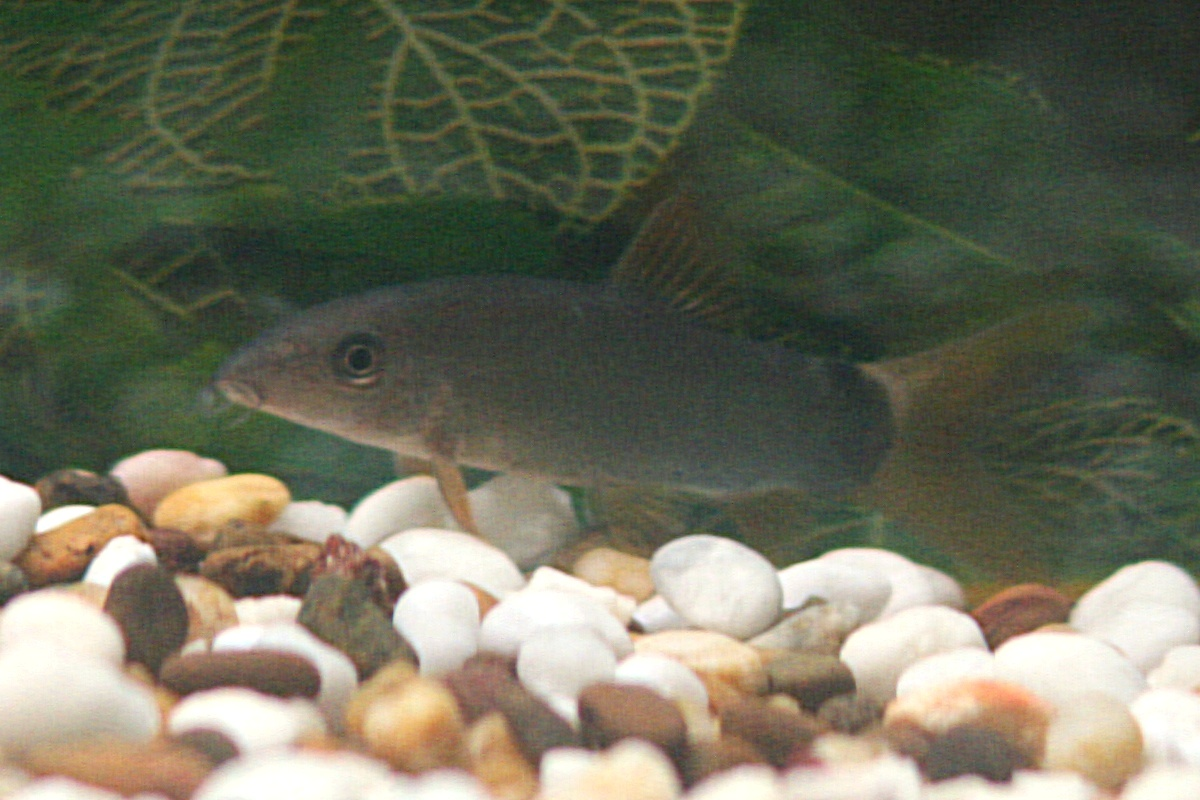
Yasuhikotakia modesta

Yasuhikotakia és un gènere de peixos de la família dels cobítids i de l'ordre dels cipriniformes.

## Etimologia
El seu nom científic honora la figura de l'investigador japonès Yasuhiko Taki.

## Distribució geogràfica
Es troba a Laos i Tailàndia, incloent-hi les conques dels rius Mekong, Chao Phraya i Mae Klong.

## Taxonomia
- Yasuhikotakia caudipunctata (Taki & Doi, 1995)[28]
- Yasuhikotakia eos (Taki, 1972)[29]
- Yasuhikotakia lecontei (Fowler, 1937)[30]
- Yasuhikotakia longidorsalis (Taki i Doi, 1995)[28]
- Yasuhikotakia modesta (Bleeker, 1864)[31]
- Yasuhikotakia morleti (Tirant, 1885)[32]
- Yasuhikotakia nigrolineata (Kottelat i Chu, 1987)[33]
- Yasuhikotakia pulchripinnis (Paysan, 1970)[34]
- Yasuhikotakia sidthimunki (Klausewitz, 1959)[35]
- Yasuhikotakia splendida (Roberts, 1995)[36][19][37][38][39][40][41][42]

## Estat de conservació
Yasuhikotakia caudipunctata, Yasuhikotakia lecontei, Yasuhikotakia modesta, Yasuhikotakia morleti, Yasuhikotakia nigrolineata, Yasuhikotakia sidthimunki i Yasuhikotakia splendida apareixen a la Llista Vermella de la UICN a causa dels impactes provocats per la construcció de preses, la contaminació de l'aigua, la sedimentació, la desforestació i la captura d'exemplars amb destinació al comerç internacional de peixos d'aquari.

## Observacions
Algunes de les seues espècies són populars com a peixos d'aquari.